# Lýdia Vadkerti-Gavorníková
Lýdia Vadkerti-Gavorníková (született Gavorníková; Modor, 1932. március 30. – Pozsony, 1999. május 22.) szlovák költő és műfordító.

## Élete
Asztalos családból származott. A tanulmányait Kopcsányban és Szakolcán folytatta. A pozsonyi Pedagógiai Gimnáziumban is tanult. A diploma megszerzése után 1951 és 1962 között tanárként dolgozott leányok középiskolájában, majd egy pozsonyi általános iskolában. 1962-től rokkantsági nyugdíjat kapott, és az irodalomnak szentelte magát. 1978-tól 1987-ig  szerkesztőként és főszerkesztőként dolgozott. 1999. május 22-én Pozsonyban halt meg.

## Munkássága
Első munkái az Iskra iskolai magazinban jelentek meg. 1965-től verseket publikált a Slovenské pohľady és a Mladá tvorba folyóiratokban. Egy évvel később debütált első önálló kötetével a  Pohromnice (Gyertyaszentelő) versgyűjteménnyel. Munkáiban nehéz sorsáról, apja korai haláláról, az ácsműhelyében végzett munkájáról, valamint anyja új házasságáról írt. A nők életének, mindennapi alkotásainak alapvető motívumai. A versekben kifejezte a modern nő többrétegű érzéseit és gondolatait a megújuló társadalomban. Így összetett verset hozott létre, a dolgok és problémák félreérthetőségükben történő látása érdekében. Saját művei mellett német, orosz, francia és cseh nyelvről is fordított.

## Művei

### Versek
- Pohromnice (1966) Gyertyaszentelő
- Totožnosť (1970) Identitás
- Kolovrátok (1972) Körhinta
- Kameň a džbán (1973) Kő és kancsó
- Piesočná pieseň (1977) Egy dal
- Trvanie (1979) Időtartam
- Víno, poéma (1982) Bor, vers
- Hra na pár-nepár (1992) Páros-páratlan játék

### Fordításai
- Chytráctvo majstra Pathelina (1972) Pathelin mester ügyessége, 15. századi francia verskomédia
- Johannes Robert Becher: Sedem premien (1975)[2] Hét átalakulás
- Jean Racine: Phaedra (1976)[3]
- Viszockij: Vraciam sa (1997)[4] Visszatérek

## Magyarul
- Kolovrátok (Smena Kiadó, Pozsony, 1972)[5][6]

## Fordítás
- Ez a szócikk részben vagy egészben  a   Lýdia Vadkerti-Gavorníková című szlovák Wikipédia-szócikk ezen változatának fordításán alapul.  Az eredeti cikk szerkesztőit annak laptörténete sorolja fel. Ez a jelzés csupán a megfogalmazás eredetét és a szerzői jogokat jelzi, nem szolgál a cikkben szereplő információk forrásmegjelöléseként.